# Călimănești
Călimănești es una ciudad con estatus de oraș de Rumania en el distrito de Vâlcea.

## Geografía
Se encuentra a una altitud de 273 m s. n. m. a 194 km de la capital, Bucarest.

## Demografía
Según estimación 2012 contaba con una población de 9 136 habitantes.
| 1948  | 1956  | 1966  | 1977  | 1992  | 2002  | 2012  |
| 3 329 | 6 651 | 6 735 | 8 095 | 9 131 | 8 605 | 9 136 |